# Ave rejit

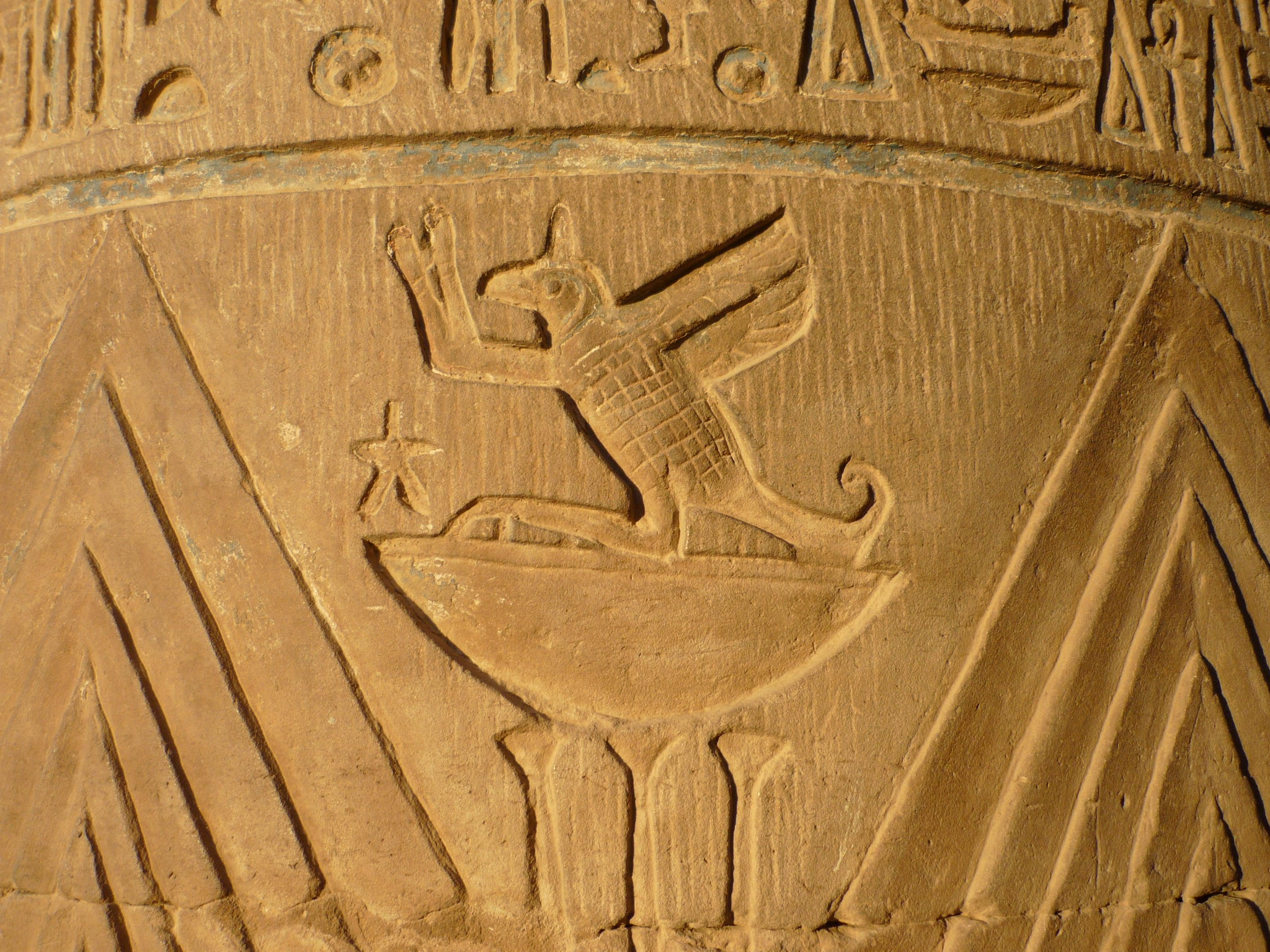
Bajorrelieve del ave rejit grabado en el fuste de las columnas situadas en zona más externa del templo de Kom Ombo.

El ave rejit era la representación de un avefría con brazos humanos cuya colocación en el umbral indicaba en el Antiguo Egipto el permiso para que el pueblo llano accediera a ciertas estancias de los templos.

## Origen del significado
En la Piedra de Palermo el rejit identifica a los nomos del Delta, pero en otras épocas ha servido para identificar a los habitantes e incluso a sus invasores. 
En los primeros tiempos representó a los enemigos de Kemet, pero por su identificación con Los Nueve Arcos pasó a hacerlo con los pueblos conquistados para terminar simbolizando a todo el pueblo llano egipcio, utilizándose para indicar las partes públicas de los santuarios.

## El jeroglífico de "Ave-Rejit"
| G24 |

| G24 |

El Rejit se representa con el jeroglífico G24 de la Lista de Gardiner